# Elie Wiesel
Pour les articles homonymes, voir Wiesel.
Eliezer Wiesel, dit Elie Wiesel (var. Élie), est un écrivain, philosophe et professeur d'université américain d'origine roumaine, né le 30 septembre 1928 à Sighetu Marmației, en Roumanie, et mort le 2 juillet 2016 à New York.
Issu d'une famille hassidique, il est déporté en 1944 dans le cadre de la politique d’extermination systématique des Juifs à Auschwitz puis Buchenwald. Ayant survécu à la Shoah, il est ensuite accueilli en France où il fait des études de littérature et journalisme, produisant une œuvre abondante en langues française, hébraïque, yiddish et anglaise, où les légendes des mondes juifs disparus et la Shoah occupent une part importante, souvent centrale. Émigré à New York, il y fait souche, continuant à écrire et enseigner, participant à la fondation du Mémorial américain de l’Holocauste ainsi qu’à de nombreux débats d’idées sur la conduite de l’humanité, la place des Juifs dans le monde et celle d’Israël dans les nations.
Grand-croix de la Légion d'honneur et commandeur de l'ordre de l'Empire britannique, ayant reçu aux États-Unis la médaille d'or du Congrès et la médaille présidentielle de la Liberté, fait docteur honoris causa par plus de cent universités parmi lesquelles Harvard, Yale, Stanford, Cambridge, Princeton, Columbia, l'École normale supérieure, Oxford, la Sorbonne et l'université hébraïque de Jérusalem. Il est lauréat du prix Nobel de la paix en 1986 en tant que « président de la Commission présidentielle sur l'Holocauste ».
Son livre La Nuit est resté sur la liste des meilleures ventes du New York Times, The New York Times bestseller list, pendant neuf semaines d'affilée, un record inégalé pour un livre de non-fiction.

## Biographie

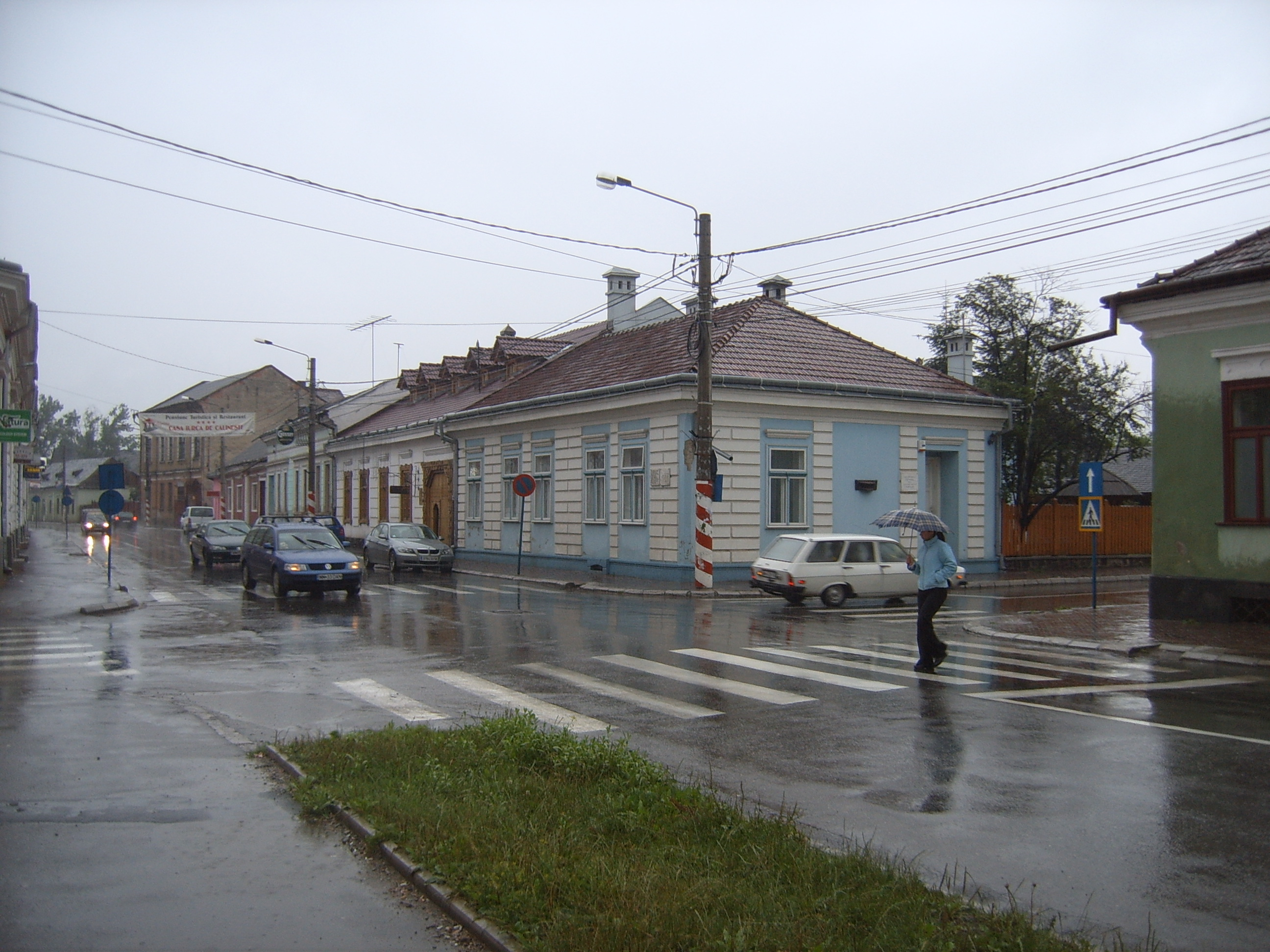
Sighetu Marmației - La maison natale, aujourd'hui maison commémorative d'Elie Wiesel.

Elie Wiesel a une enfance pauvre, mais heureuse, ; il nait et grandit à Sighet, dans la région de Marmatie en Transylvanie échue à la Roumanie en 1920 par le traité de Trianon et située juste à la frontière ukrainienne, d'abord épargné par la guerre. Mais en mai 1944, à 15 ans, comme tous les Juifs de la zone hongroise de Transylvanie, il est déporté avec sa famille par les nazis à Auschwitz-Birkenau, puis Buchenwald. Il y perdra sa mère et la plus jeune de ses trois sœurs, gazées dès leur arrivée, puis son père, avec lequel il avait passé tout son temps en déportation. Le récit de cette captivité se retrouve dans l'ouvrage La Nuit. Les deux autres sœurs d'Elie Wiesel, Hilda et Bea, déportées elles aussi, ont survécu.
Libéré par les Américains en avril 1945, pris en charge avec plusieurs centaines d'autres jeunes et enfants par l'OSE (Œuvre de secours aux enfants, une œuvre juive d’assistance et de sauvetage d’enfants juifs), il arrive au Préventorium d'Écouis dans l'Eure pour quelques semaines, où ses sœurs Hilda et Bea arrivent aussi, alors qu'il se croit seul au monde, puis avec quelques dizaines de garçons parmi les plus religieux, il séjourne quelques semaines encore au château d'Ambloy, puis de façon plus stable pendant 2 ans, d'octobre 1945 à septembre 1947, au château de Vaucelles au 13 rue de la Marée à Taverny, puis enfin dans la maison d'enfants de l'OSE "Chez nous" au 63 avenue de Paris à Versailles. Soutenu et encouragé par le directeur pédagogique de l'OSE, Bô Cohn et son épouse, qui lui fournissent en 1947 un petit logement à Paris il passe une dizaine d'années à Paris, durant lesquelles il fait des études de philosophie à la Sorbonne.
Il a pour professeur de philosophie François Wahl. Apatride, il écrit pour le quotidien israélien Yediot Aharonot, ce qui lui permet de parcourir le monde et de rencontrer d'importantes personnalités, des artistes, des philosophes, et des chefs d'État ; il se lie d'amitié avec François Mauriac (qui l'aidera à publier sa toute première œuvre, La Nuit) et Golda Meir.

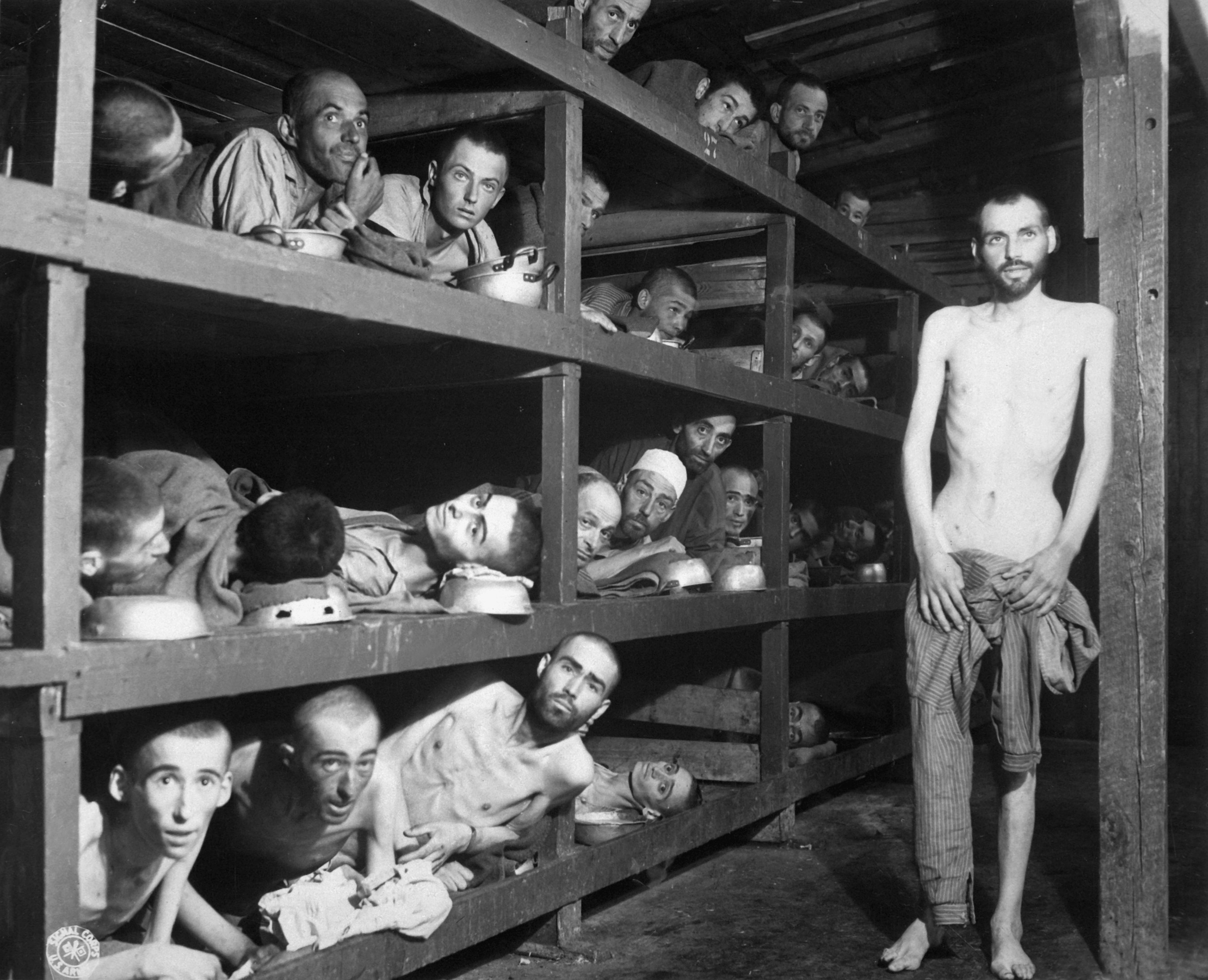
Elie Wiesel (7e homme couché sur la 2e rangée en partant du bas) lors de la libération du camp de Buchenwald.

À trente ans, il commence à décrire son expérience concentrationnaire, à témoigner pour les victimes de la Shoah. Ainsi commence une longue œuvre littéraire. Outre une quinzaine de romans, Elie Wiesel est l'auteur de quatre pièces de théâtre, de nombreux essais traitant de sujets d'actualité, de judaïsme (avec notamment la série des Célébrations : hassidique, biblique, talmudique, prophétique), le lien entre tous ces ouvrages se situant dans la défense de la Mémoire. Plus qu'un romancier, un dramaturge ou un essayiste, Elie Wiesel se définit avant tout comme un conteur.
Devenu citoyen américain en 1963, il obtient une chaire en sciences humaines à l'université de Boston. Il a entre autres soutenu la cause des Juifs d'Union soviétique.
Il se marie en 1969, à l'âge de 41 ans, dans la vieille ville de Jérusalem, avec Marion Erster Rose,. Le mariage est célébré par le rabbin Saul Lieberman. Ils ont un fils, Elisha, qui a deux enfants, Elijah et Shira.
Il apparait trois fois dans Italiques en 1972 et 1973. Il fonde en 1980 le conseil de l'Holocauste américain, et dénonce cinq ans plus tard la visite de Reagan au cimetière militaire allemand de Bitburg. Peu après avoir reçu le prix Nobel de la Paix de 1986 pour son combat pour la connaissance de « l'Holocauste » et contre l'« indifférence », il fonde avec son épouse la Fondation Elie-Wiesel pour l'humanité,. Durant plus de deux décennies, cette Fondation lutte pour la mémoire de l'Holocauste et contre l'indifférence, l'intolérance et l'injustice, en particulier en organisant des actions de dialogue international et de sensibilisation de la jeunesse. Mais en décembre 2008, la Fondation annonce que la quasi-totalité de ses fonds propres (équivalant à 15,2 millions de dollars) se sont évaporés dans l'escroquerie montée par Bernard Madoff. Il a alors des propos particulièrement durs à l'égard de Madoff, expliquant que « Psychopathe est un mot trop gentil pour le qualifier » et justifiant même une forme de torture psychologique à son égard « Il devrait être placé à l'isolement pendant au moins cinq ans avec un écran sur lequel seraient diffusées des photos de ses victimes […] Il faudrait inventer n'importe quoi pour le faire souffrir ».

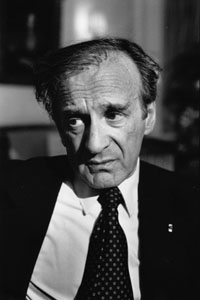
Elie Wiesel en 1987 photographié par Erling Mandelmann.

Témoin lors du procès Barbie qui s'est tenu à Lyon du 11 mai au 4 juillet 1987, il inaugure le Centre d'histoire de la résistance et de la déportation le 15 octobre 1992.
Lors de l'inauguration du musée du Mémorial de l'Holocauste des États-Unis à Washington, le 22 avril 1993, il tente de sensibiliser le président des États-Unis Bill Clinton à la guerre de Bosnie-Herzégovine par ces termes : « Je suis allé en ex-Yougoslavie. Monsieur le président, je ne peux pas ne pas vous le dire : nous devons faire quelque chose pour arrêter ce carnage ! » Le 16 avril 1993, l'Organisation des Nations unies avait adopté la résolution 819 concernant la mise en zone de sécurité de la ville de Srebrenica, habitée principalement par une population musulmane et qui était assiégée par les forces serbes de Bosnie menées par le général Ratko Mladić. Le massacre de Srebrenica aura lieu deux ans plus tard, en juillet 1995.
Il préside, à partir de sa création en 1993, l'Académie universelle des Cultures. Il a reçu, en 2005, le Prix Lumière de la vérité pour son action en faveur des Droits de l'Homme et du peuple tibétain.
Ses œuvres ont également reçu plusieurs prix littéraires.
Le 12 mars 2003, il écrit dans le San Francisco Chronicle :
« Bien que je sois opposé à la guerre, je suis favorable à une intervention quand aucune autre option n'est possible, et telle est la situation présente, en raison des louvoiements de Saddam Hussein et de sa constante procrastination ». Elie Wiesel affirme croire Colin Powell — « un grand soldat est un homme qui n'aime pas la guerre » — quand il affirme que l'armée irakienne possède des armes de destruction massives. Il a ensuite regretté cette prise de position.
En octobre 2006, le Premier ministre israélien, Ehud Olmert, lui propose le poste de président de l'État d'Israël, en remplacement de Moshe Katsav. Elie Wiesel refuse l'offre en expliquant qu'il n'est « qu'un écrivain »[source insuffisante].
En 2010, il publie Rashi, ébauche d'un portrait (en mars) et son quinzième roman, Otage (en août). En décembre 2010, il donne un concert à New York, Memories and Melodies of my Childhood, enregistré sur DVD.
En 2011, il subit une opération à cœur ouvert, et raconte son cheminement après cette opération dans Cœur ouvert.
La même année, il prend la tête du conseil d'administration d'Elad, un groupe de colons israéliens d'extrême droite gérant un parc archéologique situé en plein cœur du quartier palestinien de Silwan à Jérusalem. Le journaliste Benjamin Barthe indique : « Si le ralliement d'Elie Wiesel à cette entreprise n'est pas une surprise, compte tenu de son opposition farouche à tout partage de Jérusalem, son geste a néanmoins semé la consternation dans les cercles pacifistes israéliens, persuadés que la judaïsation de Jérusalem-Est constitue une bombe à retardement. » Elie Wiesel se défend en affirmant : « Je ne me mêle jamais de la politique intérieure d'Israël. Seules les fouilles archéologiques m'intéressent. »
Elie Wiesel est membre d'honneur du Club de Budapest.
Il annonce être à l'écriture d'un ouvrage en collaboration avec Barack Obama en novembre 2012[source insuffisante].
Il est présent lors du discours au Congrès des États-Unis par le Premier ministre d'Israël, Benyamin Netanyahou, le 3 mars 2015, sur la menace nucléaire de l'Iran, et Netanyahu s'adresse directement à lui durant ce discours, sous les applaudissements du Congrès des États-Unis.
Il meurt à Manhattan, le samedi 2 juillet 2016, à l'âge de 87 ans,,,,,,,,,.
Les funérailles d’Elie Wiesel prennent place dans sa synagogue, la Fifth Avenue Synagogue, synagogue orthodoxe, dans l'Upper East Side de Manhattan, le dimanche 3 juillet 2016, en présence d'environ 150 personnes, incluant sa famille, des amis, des membres de sa fondation et des dirigeants de la communauté juive,,,,.
Il est inhumé, après la cérémonie religieuse, au cimetière de Sharon Gardens, à Valhalla, Comté de Westchester, New York.
Marion Wiesel décède à Greenwich, au Connecticut, le 2 février 2025 à l'âge de 94 ans.

## Récompenses et hommages
Décoré en 1984 en France de la Légion d'honneur, il est élevé à la dignité de Grand-officier de la Légion d'honneur en 1990, puis Grand-croix de la Légion d'honneur en 2001.
Titulaire de la médaille d'or du Congrès américain, il reçoit le prix Nobel de la paix en 1986.
En 1993, il reçoit les insignes de docteur honoris causa de l'université Bordeaux-Montaigne.
En 1998, il est nommé « Messager de la paix » des Nations unies.
En 2001, il est nommé docteur honoris causa de l'université Paris-Sorbonne
En 2006, il est fait Chevalier commandeur honoraire de l'Ordre de l'Empire britannique (KBE).
En 2010, il est nommé docteur honoris causa par le rectorat de l'Université de Genève .
Il reçoit le NADAV Award en 2012.
En 2016, il est nommé Citoyen d'honneur de Jérusalem.
Elie Wiesel a aussi reçu le Prix de l'Ordre Jabotinsky décerné par l'État d'Israël.
L'astéroïde (232763) Eliewiesel porte son nom.

## Hommages posthumes
Le président américain, Barack Obama, salue la mémoire d’un « ami », de « l’une des grandes voix morales de notre temps, et, à bien des égards, la conscience du monde ». M. Wiesel ne se battait pas uniquement contre l’antisémitisme mais aussi contre la haine, la bigoterie et l’intolérance sous toutes ses formes,,. D'autres personnalités américaines lui rendent hommage, comme l'ancien président américain Bill Clinton et l'ancienne secrétaire d'État Hillary Clinton ou Melinda Gates.
Le Premier ministre canadien, Justin Trudeau, déclare : « Elie Wiesel a passé sa vie au service de l'humanité, gardant vivante la mémoire de l'horreur de l'holocauste. Il nous incombe de continuer à porter cette torche. »
En France, le président de la République, François Hollande, rend hommage à un « grand humaniste, inlassable défenseur de la paix ». Pour François Hollande : « De cette expérience au bout de l’horreur qui l’a laissé orphelin, il a aidé à ouvrir les yeux du monde sur l’indicible blessure de l’extermination des juifs d’Europe. » D'autres personnalités et organisations françaises expriment également leur émotion,.
Le Premier ministre israélien, Benyamin Netanyahou, salue sa mémoire, faisant valoir qu’il était un « rayon de lumière et un exemple d’humanité qui croit en la bonté de l’Homme. »
La chancelière fédérale allemande, Angela Merkel, déclare « une voix de moralité et d'humanité est devenue silencieuse » avec la mort d'Elie Wiesel.
Sa mémoire est honorée, à Washington, par la classe politique, en décembre 2016.

## Critiques
Dans son autobiographie intitulée Moi, Asimov (Gallimard / collection Folio Science Fiction), l'auteur de science-fiction Isaac Asimov, narre une discussion qu'il avait entretenu avec Elie Wiesel, et insiste sur son désaccord concernant son analyse de l'antisémitisme et de la Shoah,.

### Véracité autobiographique
Selon l'écrivain Michaël de Saint-Cheron, Élie Wiesel est critiqué par des « personnes inqualifiables qui cherchent non pas à salir mais à démolir la statue morale » qu'il incarne, et dont certaines remettent en cause certains de ses témoignages voire la réalité de sa déportation. De fait, un survivant juif de la Shoah, Miklos Grüner ; un historien engagé contre le négationnisme, Pierre Vidal-Naquet et un ancien résistant, Claude Lanzmann, ont remis en cause les propos d'Élie Wiesel :
- Miklos Grüner, rescapé juif d'Auschwitz, accuse Élie Wiesel d'avoir « usurpé le numéro matricule A-7713 d'un certain Lazar Wiesel et [de s'être] approprié le récit de ce dernier sur son passage à Auschwitz[68] ». Cette thèse se trouve soutenue par des négationnistes et par l'éditeur et journaliste Jean Robin, qui se dit « anti-antisémite » et qui a reçu des archives du Musée national Auschwitz-Birkenau un courriel selon lequel le déporté immatriculé A-7713 était nommé Lazar Wiesel et avait pour année de naissance 1913 (alors qu'Elie Wiesel est né en 1928). Michaël de Saint-Cheron met en question la fiabilité de ces archives, affirme que Wiesel a progressivement changé l'orthographe de son prénom (Lazar étant le diminutif yiddish d’Eliezer), et signale avoir vu par lui-même son tatouage[69].
- En avril 1987, Pierre Vidal-Naquet, historien engagé contre le négationnisme, a contesté la véracité historique de certaines descriptions de La Nuit d'Élie Wiesel : « Élie Wiesel raconte n’importe quoi […] Il suffit de lire certaines descriptions de La Nuit pour savoir que certaines de ses descriptions ne sont pas exactes[70]. » Le même historien écrit toutefois dans un ouvrage édité en 1995, mais où il fait référence à sa jeunesse : « Le premier livre qui m'ait vraiment appris ce qu'était le camp d'Auschwitz fut La Nuit, d'Elie Wiesel, livre publié en 1958 aux Éditions de Minuit. J'avais déjà vingt-huit ans. Il se trouve que je déteste l’œuvre d'Elie Wiesel, à la seule exception de ce livre. C'était pour moi une raison supplémentaire de le mentionner[71]. »
- Le 3 juillet 2016, Claude Lanzmann a déclaré à France Inter, en se référant erronément[72],[73] au livre Être sans destin d'Imre Kertész dans lequel l'auteur parle de son expérience et non de celle d'Elie Wiesel, qu'Elie Wiesel (contrairement à ce qu'il dit dans La Nuit) n'a été que quatre jours à Auschwitz. En outre, Claude Lanzmann fait grief à Wiesel de ne pas l'avoir encouragé quand il lui annonça son projet de réaliser son film Shoah et de ne pas avoir accordé d'éloges à ce film après l'accueil « triomphal » (dixit Lanzmann) qu'il avait reçu[74]. Ces propos valent à Lanzmann, de la part de Jean-Paul Gavard-Perret dans le magazine en ligne Alliance, le reproche de s'être « livré à un exercice d’ignominie, d’exécution et de petitesse consternante[75] ».

## Post mortem
Début août 2018, la police roumaine annonce ouvrir une enquête après la découverte de graffitis orduriers et antisémites sur la façade de la maison natale d'Elie Wiesel, à Sighetu Marmației, le traitant de « nazi juif » ou de « pédophile ».

## Œuvres

### Publiées en yiddish
- Un di Velt Hot Geshvign (littéralement : Et le monde se taisait), témoignage en yiddish vernaculaire, traduit/condensé en français sous le titre La Nuit - 1956.

Wiesel a écrit de nombreux articles dans des journaux en yiddish, non publiés en volumes. Certains ont été traduits (en français ou anglais) et présentés dans des essais sur son œuvre.

### Publiées en français
- La Nuit, témoignage, Les Éditions de minuit - 1958 (réédition en 2007 avec une nouvelle préface d'Elie Wiesel)
- L'Aube, roman, éditions du Seuil - 1960 (adapté au cinéma à deux reprises)
- Le Jour, roman, éditions du Seuil - 1961
- La Ville de la chance, roman, éditions du Seuil - 1962, Prix Rivarol 1964
- Les Portes de la forêt, roman, éditions du Seuil - 1964
- Le Chant des morts, nouvelles et textes, éditions du Seuil - 1966
- Les Juifs du silence, témoignage, éditions du Seuil - 1966
- Le Mendiant de Jérusalem, roman, éditions du Seuil - 1968, Prix Médicis 1968
- Zalmen ou la folie de Dieu, théâtre, éditions du Seuil - 1968
- Entre deux soleils, essais et récits + une pièce de théâtre (Il était une fois, qui a été rédigée en 1968), éditions du Seuil - 1970
- Célébration hassidique, portraits et légendes, éditions du Seuil - 1972, Prix Bordin de l’Académie française 1972
- Le Serment de Kolvillàg, roman, éditions du Seuil - 1973
- Ani Maamin : Un chant perdu et retrouvé (cantate, édition bilingue Random House - 1973), repris dans Un juif aujourd'hui (Voir la Cantate Ani Maamin sur une musique de Darius Milhaud pour chœur, orchestre, 4 comédiens : le récitant, Abraham, Isaac et Jacob.  éd. Eschig)
- Célébration biblique, portraits et légendes, éditions du Seuil - 1975
- Un Juif aujourd'hui, récits, essais, dialogues, éditions du Seuil - 1977
- Le procès de Shamgorod tel qu'il se déroula le 25 février 1649, théâtre, éditions du Seuil - 1979
- Le Testament d'un poète juif assassiné, roman, éditions du Seuil - 1980, Prix du Livre Inter 1980, Prix des Bibliothécaires 1981
- Contre la mélancolie (Célébration hassidique II), éditions du Seuil - 1981
- Paroles d'étranger, textes, contes, dialogues, éditions du Seuil - 1982
- Le Golem, illustré par Mark Podwal, récit, éditions du Rocher - 1983, publié en français en 1998
- Le Cinquième Fils, roman, éditions Grasset - 1983, Grand prix du roman de la Ville de Paris 1983
- Signes d'exode, essais, histoires, dialogues, éditions Grasset - 1985
- Job ou Dieu dans la tempête, avec Josy Eisenberg, essai, éditions Fayard-Verdier - 1986
- Discours d'Oslo, éditions Grasset - 1987
- Le Crépuscule, au loin, roman, éditions Grasset - 1987
- Silences et mémoire d'hommes, essais, histoires, dialogues, éditions du Seuil, 1989
- L'Oublié, roman, éditions du Seuil - 1989
- Célébration talmudique, portraits et légendes, éditions du Seuil - 1991
- Célébrations, édition reliée, éditions du Seuil - 1994
- Tous les fleuves vont à la mer (Mémoires I), éditions du Seuil - 1994
- Mémoire à deux voix, avec François Mitterrand, dialogues, éditions Odile Jacob - 1995
- Se taire est impossible, avec Jorge Semprún, dialogue, éditions Arte / Mille et Une Nuits - 1995
- … Et la mer n'est pas remplie (Mémoires II), éditions du Seuil - 1996
- La Haggadah de Pâque, illustré par Mark Podwal, commentaires, éditions Le Livre de poche - 1997
- Célébration prophétique, portraits et légendes, éditions du Seuil - 1998
- Les Juges, roman, éditions du Seuil - 1999
- Le Mal et l'Exil : 10 ans après, avec Michaël de Saint-Cheron, dialogues, éditions Nouvelle Cité - 1999
- Le Roi Salomon et sa bague magique, illustré par Mark Podwal, récit, éditions Le Rocher-Bibliophane - 1999
- D'où viens-tu ?, textes, essais, dialogues, éditions du Seuil - 2001
- Le Chant qui habite le chant, commentaires des Songes, énigmes et paraboles de Rabbi Nahman de Bratslav, essai, éditions Daniel Radford - Bibliophane - 2002
- Le Temps des déracinés, roman, éditions du Seuil - 2003
- Et où vas-tu ?, textes, essais, dialogues, éditions du Seuil - 2004
- Un désir fou de danser, roman, éditions du Seuil - 2006
- Le Cas Sonderberg, roman, éditions Grasset - 2008
- « Contes pour enfants sages », dans L'Amuse-Bouche : La revue française de Yale. The French Language Journal at Yale University - 2010.
- Rashi, Ébauche d'un portrait, essai/biographie, éditions Grasset - 2010
- Otage, roman, éditions Grasset - 2010
- Cœur ouvert, récit, éditions Flammarion - 2011
- Espérer envers et contre tout : Un juif et un chrétien après Auschwitz, avec Johann Baptist Metz, entretiens réalisés en 1993, éditions Salvator - 2012
- Conte d'un nigoun, poème, illustré par Mark Podwal, éditions du Seuil - 2021

En avril 2013, la pièce inédite Le choix est montée à Paris. Et en juin 2017, la pièce inédite Sous un ciel sombre fait l'objet d'une lecture à Paris.
Elie Wiesel a aussi participé non pas à la rédaction de livres mais à leur enrichissement en accordant à l'auteur un long entretien :
- Monsieur Chouchani, L'énigme d'un maître du XXe siècle (Salomon Malka, éditions Jean-Claude Lattès - 1994)
- Le Roi David : une biographie mystique (Laurent Cohen, éditions du Seuil - 2000)
- Le Philosophoire, No 24, La Paix (2005)

Enfin, certains essais sur Elie Wiesel contiennent des entretiens et/ou des textes inédits d'Elie Wiesel :
- Elie Wiesel. Qui êtes-vous ? (Brigitte-Fanny Cohen, éditions La manufacture - 1987)
- Elie Wiesel : Variations sur le silence (Myriam B. Cohen, éditions Rumeur des Âges - 1988)
- Présence d'Elie Wiesel (David Banon, éditions Labor & Fides - 1991)
- Une parole pour l'avenir (sous la direction de Michaël de Saint-Cheron, éditions Odile Jacob - 1996)
- Elie Wiesel en hommage (mélanges réunis par Ariane Kalfa et Michaël de Saint-Cheron, éditions Cerf - 1998)
- Entretiens avec Elie Wiesel suivi de Wiesel, ce méconnu par Michaël de Saint-Cheron (Parole et Silence - 2008)
- Pour saluer Elie Wiesel, dossier de revue La Règle du Jeu no 61 (2016)

### Publiées en anglais
La bibliographie en anglais ne correspond pas toujours à celle éditée en français, notamment pour les essais.
Avec exact équivalent en français :
- Night (témoignage - 1960)
- Dawn (roman - 1961)
- The Accident (roman - 1962)
- The Town Beyond the Wall (roman - 1964)
- The Gates of the Forest (roman - 1966)
- The Jews of Silence (témoignage - 1966)
- A Beggar in Jerusalem (roman - 1970)
- The Oath (roman - 1973)
- Zalmen, or The Madness of God (théâtre - 1975)
- A Jew Today (essais - 1978)
- The Trial of God (théâtre - 1979)
- The Testament (roman - 1980)
- The Golem (récit - 1983)
- The Fifth Son (roman - 1985)
- The Nobel Speech (discours - 1987)
- Twilight (roman - 1988)
- The Forgotten (roman - 1992)
- A Passover Haggadah (1993)
- All Rivers Run to the Sea (Mémoires - 1995)
- Memoir in Two Voices (dialogues avec François Mitterrand - 1996)
- King Solomon and His Magic Ring (récit - 1999)
- And The Sea Is Never Full (Mémoires II - 1999)
- Hope Against Hope (entretiens de Johann Baptist Metz et d'Elie Wiesel avec Ekkehard Schuster & Reinhold Boschert-Kimming - 1999)
- The Judges (roman - 2002)
- The Time of the Uprooted (roman - 2005)
- A Mad Desire to Dance (roman - 2009)
- Rashi (essai/biographie - 2009)
- The Sonderberg Case (roman - 2010)
- Hostage (roman - 2012)
- Open Heart (récit - 2012)
- The Tale of a Niggun (poème - 2020)

Sans équivalent en français :
- Dimensions of the Holocaust (essai, avec Lucy Dawidowicz, Dorothy Rabinowitz et Robert McAfee Brown - 1977)
- A Journey of Faith (dialogues avec le Cardinal C. O'Connor - 1990)
- Conversations with Elie Wiesel (dialogues avec H.J. Cargas - 1976 et 1992)
- Conversations with Elie Wiesel (dialogues avec Richard D. Heffner - 2001)
- After the Darkness (essais - 2002)
- Confronting Anti-semitism (essai, corédigé avec Kofi Annan - 2006)

Avec plus ou moins d'équivalent en français :
- Legends of Our Time (essais - 1968)
- One Generation After (essais - 1971)
- Souls on Fire (essais - 1972)
- Ani Maamin (cantate - 1973)
- Messengers of God: Biblical Portraits & Legends (essais - 1976)
- Four Hasidic Masters (essais - 1978)
- Images from the Bible (essais - 1980)
- Five Biblical Portraits (essais - 1981)
- Somewhere a Master (essais - 1982)
- Against Silence: The Voice & Vision of Elie Wiesel (essais - 1985). Contient la pièce A Black Canopy, A Black Sky (rédigée en 1968, inédite en français)
- The Six Days of Destruction (essais - 1988)
- From the Kingdom of Memory (essais - 1990)
- Sages and Dreamers: Portraits & Legends (essais - 1991)
- Evil and exile with Michaël de Saint-Cheron (conversations - 2000)
- Wise Men and Their Tales (essais - 2003)

De plus, comme pour les œuvres publiées en français, il y a des essais sur Elie Wiesel contenant des textes de lui ou des entretiens inédits :
- Telling the Tale: A Tribute to Elie Wiesel (sous la direction de Harry James Cargas - 1993)
- Elie Wiesel: Conversations (Robert Franciosi, editor - 2002)

### Préfaces
Elie Wiesel est également l'auteur de nombreuses préfaces, postfaces, avant-propos (liste non exhaustive) :
- Veilleur, où en est la nuit ? (Alexandre Donat - 1967)
- On Both Sides of the Wall: Memoirs from the Warsaw Ghetto (Vladka Meed -1977)
- La Mémoire oubliée (Guy Suarès - 1979)
- Jérusalem l'irremplaçable (Jagodnik Franklin - 1980)
- Les Enfants du Buchenwald (Judith Hemmendinger - 1984)
- Un monde disparu (Roman Vishniac - 1986)
- Between the Shadows (Herman Taube -1986)
- Histoire du Ghetto de Venise (Ricardo Calimani - 1988)
- Ces enfants qui nous manquent/Izieu, 6 avril 1944 (Antoine Spire - 1990)
- Le Sionisme trahi ou les Israéliens du dimanche (Roger Ascot - 1991)
- Ma vigne à moi (Miriam Akavia - 1991)
- Why my Father died (Annette Kahn - ed. Simon and Schuster New York 1991)
- L'Abandon des Juifs (David S. Wyman - 1992)
- Le Testament de Liou-Lio-Lian (Léon Leneman - 1992)
- La Prison no 5 (Mehdi Zana - 1995)
- Un maillon dans la chaîne (André Neher, éditions Septentrion, coll.: Racines & modèles - 1995)
- Tibet, mon histoire, Jetsun Pema, Gilles van Grasdorff, Éd Ramsay, 1996
- Coupable d'être née adolescente à Auschwitz (Simone Lagrange - 1997)
- Holy Brother. Inspiring Stories And Enchanted Tales About Rabbi Shlomo Carlebach (Yitta Halberstam Mandelbaum - 1997)
- Le Roi Salomon (Laurent Cohen - 1997)
- L'Âme d'Israël (Schlomoh Brodowicz - 1998)
- Le Livre et l'Épée (David Weiss Halivni - 1999)
- L'Homme qui ne s'arrêtait jamais (Pierre Huth - 1999)
- Être juif (Manès Sperber - 1999)
- Migrations et Errances (Académie universelle des cultures - 2000)
- Les Émeraudes de l'Étoile (Jean-Pierre Allali - 2001)
- Sauvé par le dessin : Buchenwald (Walter Spitzer - 2004)
- L'Alliance et l'exil (Ariane Kalfa - 2004)
- Convoi no 6 : Destination : Auschwitz 17 juillet 1942 (Antoine Mercier - 2005)
- Doctors from Hell. The Horrific Account of Nazi Experiments on Humans. (Vivien Spitz - 2005)
- Là où il n'y a pas d'hommes, tâche d'être un homme… (Yael Vered - 2006)
- The Righteous Among the Nations: Rescuers of Jews During the Holocaust (Mordecai Paldiel - 2007)
- Lettres à maman, Par-delà l'enfer (Íngrid Betancourt - 2008)
- Preventing Genocide (David A. Hamburg - 2008)
- La Boxe ou la Vie (Noah Klieger - 2008)
- A Lucky Child: A Memoir of Surviving Auschwitz As a Young Boy (Thomas Buergenthal - 2009)
- Les Larmes de la rue des Rosiers (Alain Vincenot - 2010)
- Out Of The Depths. The Story Of A Child Of Buchenwald Who Returned Home At Last. A Memoir (Israel Meir Lau - 2011)
- Théâtre et sacré dans la tradition juive (Guila Clara Kessous - 2012)
- Une enfance sauvée (Jean Arouete - 2013)
- After the Holocaust the Bells Still Ring (Joseph Polak - 2015)
- Les 40 Jours du Musa Dagh (Franz Werfel, trad. Paule Hofer-Bury - 2015)

### Documentaires
Elie Wiesel a participé à plusieurs documentaires dont certains ayant pour sujet Elie Wiesel lui-même :
- Sighet Sighet de Harold Becker - 1964
- Elie Wiesel ou La ferveur hassidique de Marlène Bertin et Marie Grinewald - 1982
- Dire l'indicible : la quête d'Élie Wiesel de Judit Elek - 1997
- Elie Wiesel - Messager de la mémoire d'Emmanuel Descombes et Guy Job - 2008 [Documentaires : Elie Wiesel messager de la mémoire].